# Agrofyzika
Agrofyzika je relativně málo známá vědní disciplína na hranici mezi fyzikou a agronomií. Předmětem studia jsou kulturní ekosystémy a jejich biologické objekty ovlivňované lidskou činností s využitím metod širokého spektra fyzikálních věd. Agrofyzika navazuje na biofyziku, ale je zaměřena na chování kulturních ekosystémů a systémů pod přímým či zprostředkovaným vlivem člověka.
Agrofyzika vychází z několika základních vědních disciplín, zejména z biologie součástí studovaných systémů a z fyziky, jejíž metody a postupy tvůrčím způsobem využívá. Agrofyzika není orientována pouze na řešení praktických problémů s využíváním standardních postupů základních vědních disciplín, tím se liší od zemědělského inženýrství, ale na rozvíjení vlastních metod, postupů a zákonitostí a tím stále více nabývá charakter základní vědní disciplíny.
Fyzikální modely jsou připraveny řešit lokální i globální problémy složitých systémových problémů, jakými jsou např. spotřeba energie, potravinová bezpečnost, produkce odpadů, populační růst, zásobování vodou a pod. Problémy agronomie založené na vztazích půda - rostlina – atmosféra jsou samozřejmým východiskem agrofyziky přerůstajícím postupně do problémů celého kulturního ekosystému, produkce potravin, včetně jejich kvality a jejich celospolečenské úlohy.
Klíčovou úlohu v rozvoji agrofyziky hrály zejména dva ústavy toho jména: Agrofyzikální výzkumný ústav v Leningradě (1932) a Ústav agrofyziky Polské akademie věd v Lublinu (1968).